# Lake Lakshmi
Der Lake Lakshmi ist ein See an der Prinzessin-Astrid-Küste des ostantarktischen Königin-Maud-Lands. Er liegt in der Schirmacher-Oase.
Indische Wissenschaftler benannten ihn. Der weitere Benennungshintergrund ist nicht überliefert.